# Chapar
Chapar là một thị xã và là nơi đặt ủy ban khu vực thị xã (town area committee) của quận Dhubri thuộc bang Assam, Ấn Độ.

## Địa lý
Chapar có vị trí 26°16′B 90°28′Đ / 26,27°B 90,47°Đ Nó có độ cao trung bình là 22 mét (72 foot).

## Nhân khẩu
Theo điều tra dân số năm 2001 của Ấn Độ, Chapar có dân số 18.559 người. Phái nam chiếm 52% tổng số dân và phái nữ chiếm 48%. Chapar có tỷ lệ 65% biết đọc biết viết, cao hơn tỷ lệ trung bình toàn quốc là 59,5%: tỷ lệ cho phái nam là 71%, và tỷ lệ cho phái nữ là 58%. Tại Chapar, 14% dân số nhỏ hơn 6 tuổi.